# Historia de Guyana
Este artículo trata sobre la historia de Guyana. Antes de la llegada de los europeos, la región de la actual Guyana fue habitada por tribus arawak y caribes, quienes la llamaron Guayana, que significa "tierra de muchas aguas".

## Guayana precolombina
Los primeros pueblos que llegaron a Guyana lo hicieron desde Siberia, quizás hace 20.000 años. Estos primeros habitantes eran nómadas que emigraron lentamente hacia el sur, hacia América Central y del Sur. En la época de los viajes de Cristóbal Colón, los habitantes de Guyana se dividían en dos grupos: los rawak a lo largo de la costa y los carib en el interior. Uno de los legados de los pueblos indígenas fue la palabra Guayana, utilizada a menudo para describir la región que abarca la Guayana moderna, así como Surinam (antigua Guayana Holandesa) y Guayana Francesa. La palabra, que significa "tierra de aguas", es apropiada teniendo en cuenta la multitud de ríos y arroyos de la zona.
Los historiadores especulan que los arawaks y los caribes se originaron en el interior sudamericano y emigraron hacia el norte, primero a las actuales Guayanas y luego a las islas del Caribe. Los arawak, principalmente cultivadores, cazadores y pescadores, emigraron a las islas del Caribe antes que los caribes y se asentaron en toda la región. La tranquilidad de la sociedad arawak se vio alterada por la llegada de los belicosos caribes del interior de Sudamérica. El comportamiento belicoso de los caribes y su violenta migración hacia el norte causaron impacto. A finales del siglo XV, los caribes habían desplazado a los arawak por todas las islas de las Antillas Menores. El asentamiento de los caribes en las Antillas Menores también afectó al futuro desarrollo de Guyana.

## Tercer viaje de Colón y provincia de Guyana
El territorio de las Guayanas fue identificado durante el tercer viaje de Colón en 1498.
Por el Tratado de Tordesillas se estableció el límite de los territorios reconocidos para España al oeste del río Esequibo, creándose en 1585 la provincia de Guayana. Este Tratado dio lugar a conflictos y no siempre fue respetado.Holandeses, ingleses y franceses se aliaron contra la ley del Mare Clausum decretada por España y Portugal, para establecer colonias en el Nuevo Mundo.

## Compañía Neerlandesa de las Indias Occidentales y Guayana Neerlandesa
El territorio de Guyana quedaba en la demarcación portuguesa y fue ocupado por las Provincias Unidas de los Países Bajos, que comenzaron a explorar e instalarse en Guyana a finales del siglo XVI, estableciéndose Pomeroon (1581). El rey Felipe IV, rey de España y Portugal, firmó el Tratado de Münster (1648), reconociendo la legitimidad de la ocupación holandesa sobre las Guyana. En décadas posteriores, esclavitud, confiscación de tierras, y enfermedades destruirían tales sociedades, haciendo que los indígenas que sobrevivieron tuvieran un "modo de vida mucho menos elaborado". Entre 1400 y 1860, los comerciantes de esclavos europeos importarían 500.000 personas esclavizadas a Guyana y Surinam, junto con azúcar, como parte del comercio transatlántico de esclavos. La Compañía Neerlandesa de las Indias Occidentales estableció una fortaleza en Kyk-over-al en 1616-1621 en lo que ellos llamaron el Condado de Esequibo. De esta época data también el establecimiento en Berbice (1627). Tentativas de conquistar el interior fracasaron, y desde mediados del siglo XVIII permitieron asentamientos en la costa y comercio con ingleses, que controlaban Jamaica y otras islas de las Antillas Menores. Al igual que en estos territorios, crearon plantaciones trabajadas por esclavos africanos como en Demerara, en 1752. Las cosechas principales eran el café, el algodón, el tabaco y la caña de azúcar, convirtiéndose esta en la cosecha principal. La calidad del suelo era pobre, pese a todo. Los esclavos, conducidos por Cuffy, (el héroe nacional de Guyana), se sublevaron en 1763 en lo que se conoció como la rebelión de los esclavos de Berbice. 

## Guyana Británica (1814-1966)
En 1795, durante las campañas de la Primera Coalición, se produjo la invasión francesa de las Provincias Unidas de los Países Bajos, por lo que  el territorio pasó al dominio de facto del Reino de Gran Bretaña. Tanto Francia como Gran Bretaña comenzaron a comerciar con los pueblos amerindios de las áreas costeras. Las colonias de Esequibo, Demerara, y Berbice fueron cedidas oficialmente al Reino Unido en el tratado Anglo-Neerlandés de 1814 ratificado en el Congreso de Viena en 1815. En 1831 se consolidaron como la colonia de la Guayana Británica.

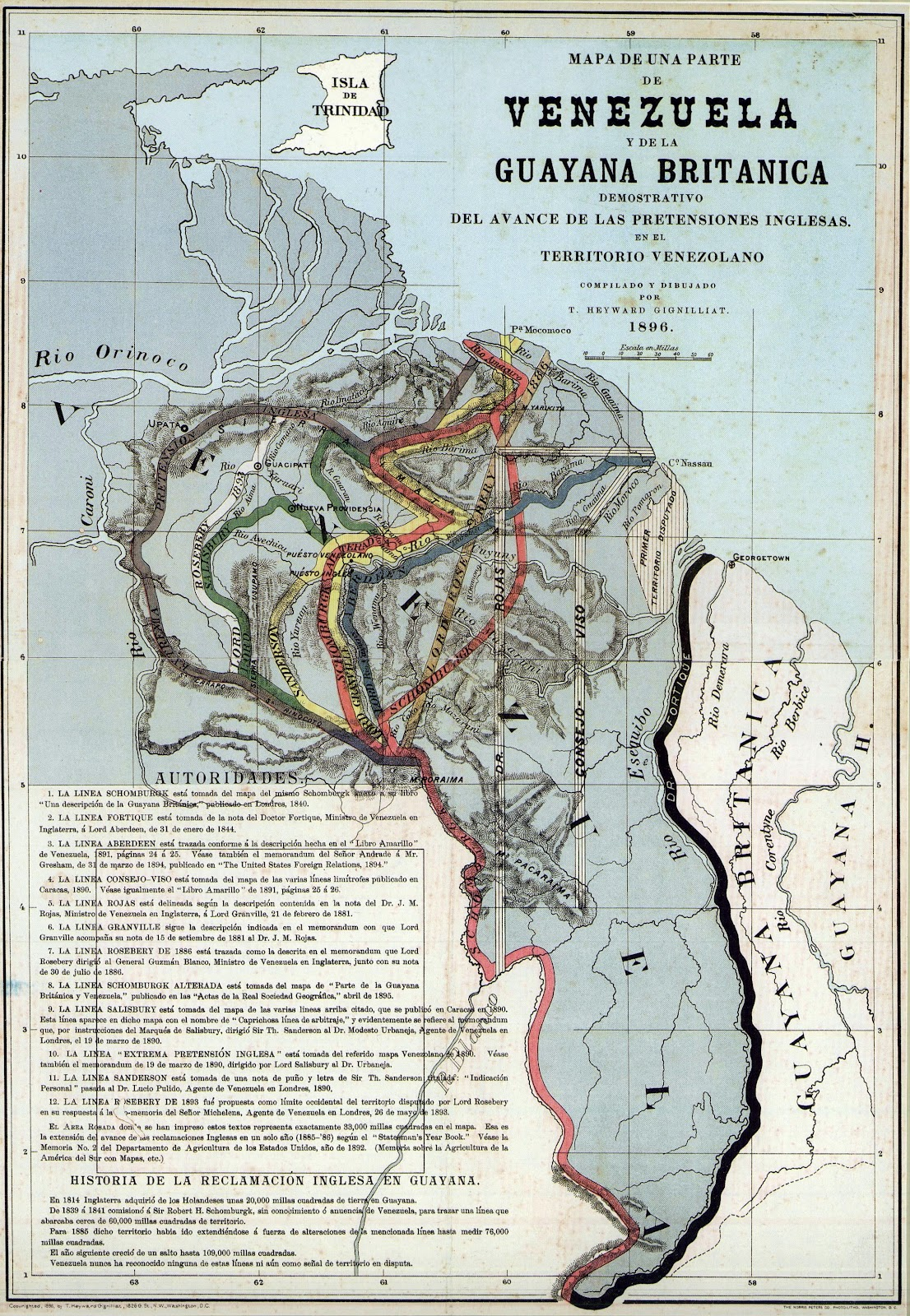
Fronteras de la Guayana Británica en 1896.

Seguido de la Ley de abolición de la esclavitud en el Imperio británico de 1834, miles de trabajadores contratados fueron traídos a Guyana para reemplazar a los esclavos africanos en las plantaciones de caña de azúcar, principalmente de la India, pero también de Portugal y China. Algunos sostienen que la población de hoy, donde hay dos tipos de guayaneses, los que son derivados de los esclavos africanos (afro-guyaneses), y aquellos que derivan de los sirvientes indios contratados (indoguyaneses). No obstante, la cultura guayanesa es homogénea en muchas formas, debido a la historia compartida, el matrimonio mixto, y otros factores.
Los británicos dejaron la práctica de importar trabajo en 1917. Muchos de los ex esclavos afroguyaneses se trasladaron hacia los pueblos y llegaron a ser la mayoría de la población urbana, mientras que los indoguyaneses siguieron predominantemente rurales. Un plan en 1862 para traer obreros negros de los Estados Unidos fue poco exitoso. La pequeña población amerindia vive en el interior del país.
La gente de estos orígenes diversos han coexistido pacíficamente para la mayor parte. Revueltas de esclavos, tales como la de 1763 liderada por el héroe nacional de Guyana, Cuffy, demostró el deseo por los derechos básicos pero también una voluntad de comprometerse. Los disturbios raciales entre indo y afroguyaneses estallaron en 1962-64, debido en gran parte a la intervención externa (véase Imperio Británico.) Sin embargo, la naturaleza conservadora y cooperativa de la sociedad guyanesa contribuyó a un enfriamiento de las tensiones raciales.

## Movimiento independentista

Bandera de la Guayana Británica, 1919-1954.

La política guyanesa, no obstante, ha sido ocasionalmente turbulenta. El primer partido político moderno en Guyana fue el Partido Progresista Popular (People's Progressive Party), establecido el 1 de enero de 1950, con Forbes Burnham, un afroguyanés con educación en Gran Bretaña, como presidente; Dr. Cheddi Jagan, un indoguyanés educado en Estados Unidos, como segundo vicepresidente; y su esposa nacida en Estados Unidos, Janet Jagan, como secretaria general. El PPP ganó 18 de los 24 escaños en las primeras elecciones populares permitidas por el gobierno colonial en 1953, y el Dr. Jagan se convirtió en líder de la cámara y ministro de agricultura en el gobierno colonial. Sin embargo, las visiones marxistas de Jagan causaron preocupación en Washington. El 9 de octubre de 1953, cinco meses después de su elección, los británicos suspendieron la constitución y desembarcaron tropas porque, dijeron ellos, los Jagan y el PPP estaban planeando hacer de Guyana un estado comunista. Estos sucesos llevaron a una división manipulada en el PPP, en la que Burnham se separó y fundó lo que se convirtió finalmente en el Congreso Nacional Popular (People's National Congress). Los intereses coloniales, los cuales esperaban desbaratar al movimiento independentista guyanés, el conflicto instigado entre indo y afroguyaneses; el PPP, que fue un partido multiétnico y nacionalista, fue representado como un vehículo para la mayoría de la población indoguyanesa, y el PNC posó como alternativa para los afroguyaneses.
Desde la última parte de 1963, hasta la primera parte de 1964, vino el periodo llamado eufemísticamente por los británicos "Los Disturbios". Los gobiernos de R.U. y los EE. UU. unieron fuerzas para desestabilizar el paisaje político guyanés, con los Estados Unidos proporcionando inteligencia e infiltración a través del Instituto Americano para el Desarrollo del Libre Trabajo (American Institute for Free Labor Development), mientras los británicos trajeron la fuerza bruta. Los operativos de la AIFLD instigaron una huelga de 90 días de sindicatos afroguyaneses principalmente urbanos, la cual llevó a la economía de la nación a un alto; la huelga fue también la ocasión para estallidos de violencia racial, como fue usado para marcar al gobierno predominantemente indoguyanés contra los sindicatos de servicios predominantemente afroguyaneses. Los británicos alternadamente se movieron para aplastar los altercados, o simplemente permitirles seguir su curso. Durante este periodo, los líderes del PPP tales como Jagan, Brindley Benn, y el hombre que llegó a ser considerado como el poeta premiado de Guyana, Martin Carter, fueron frecuentemente encarcelados y acosados por los británicos.

Bandera de Guyana, 1966.

Guyana logró la independencia el 26 de mayo de 1966, y se convirtió en república el 23 de febrero de 1970--el aniversario de la rebelión de esclavos de Cuffy. Desde diciembre de 1964 hasta su muerte en agosto de 1985, Forbes Burnham gobernó Guyana en una manera cada vez más autocrática, primero como primer ministro y más tarde, tras la adopción de una nueva constitución en 1980, como Presidente Ejecutivo. Durante ese marco de tiempo, las elecciones fueron vistas en Guyana y en el extranjero como fraudulentas. Fueron suprimidos los derechos humanos y las libertades civiles, y ocurrieron dos principales asesinatos políticos: el sacerdote jesuita y periodista Bernard Darke en julio de 1979, y el historiador y líder del partido WPA Walter Rodney en junio de 1980. Se cree que agentes del presidente Burnham fueron los responsables de ambas muertes.

## Orígenes de la disputa fronteriza con Venezuela

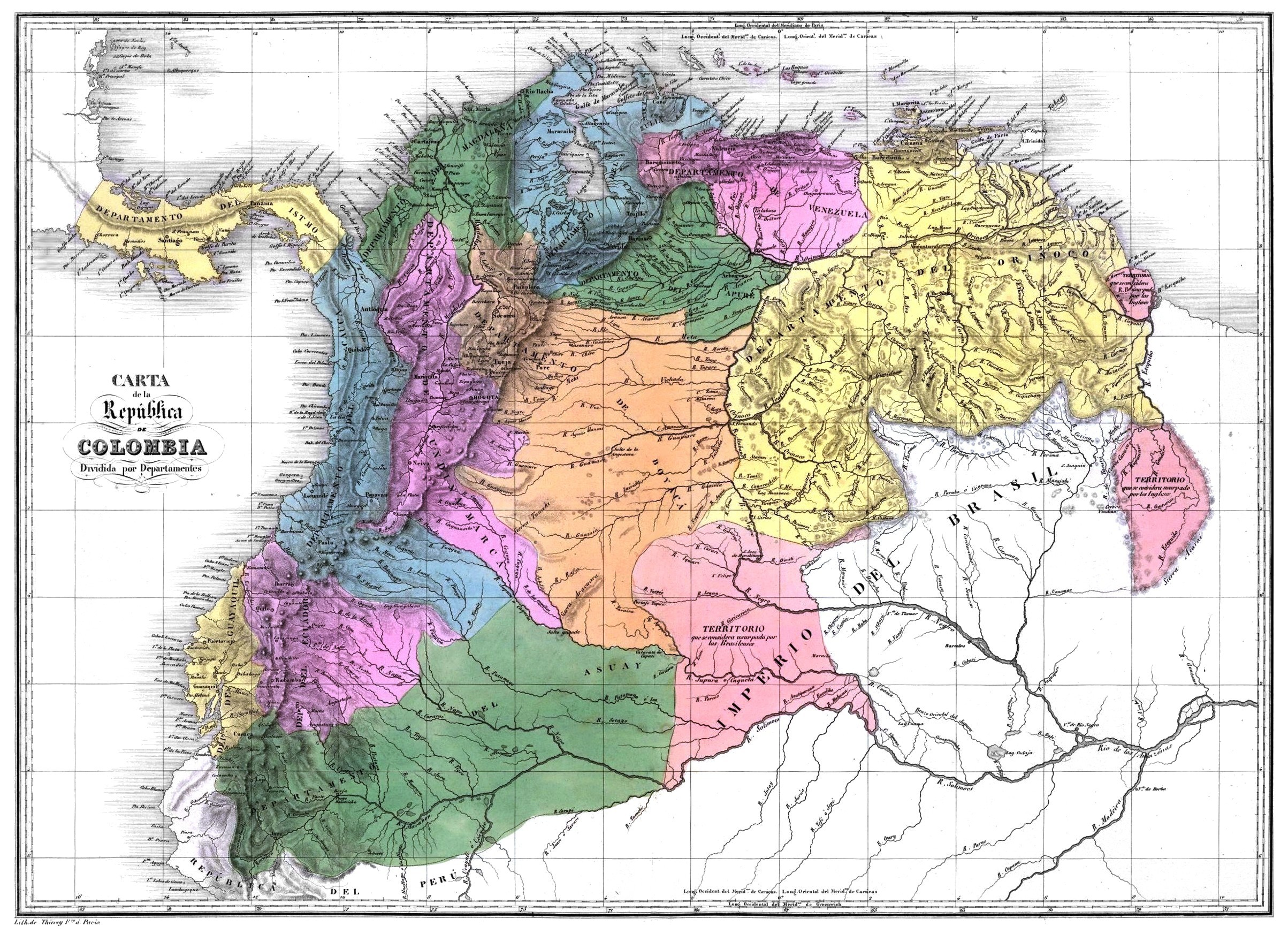
Mapa de Gran Colombia (1819) incluyendo la frontera del Essequibo.

Cuando Gran Bretaña obtuvo el control formal de lo que hoy es Guyana en 1814, también se vio envuelta en una de las disputas fronterizas más persistentes de América Latina. En la Convención de Londres de 1814, los holandeses entregaron a los británicos la Colonia Unida de Demerara y Essequibo y Berbice, colonia que tenía el río Essequibo como frontera oeste con la colonia española de Venezuela. Aunque España seguía reclamando la región, los españoles no impugnaron el tratado porque estaban preocupados por las luchas de sus propias colonias por la independencia. En 1835, el gobierno británico pidió al explorador alemán Robert Hermann Schomburgk que trazara un mapa de la Guayana Británica y señalara sus límites. Por orden de las autoridades británicas, Schomburgk comenzó la frontera occidental de la Guayana Británica con Venezuela en la desembocadura del río Orinoco, aunque todos los mapas venezolanos mostraban el río Essequibo como frontera oriental del país. En 1840 se publicó un mapa de la colonia británica. Venezuela protestó, reclamando toda la zona al oeste del río Essequibo. Se iniciaron negociaciones entre Gran Bretaña y Venezuela sobre la frontera, pero las dos naciones no pudieron llegar a un compromiso. En 1850 ambos acordaron no ocupar la zona en disputa.
El descubrimiento de oro en la zona disputada a finales de la década de 1850 reavivó la disputa. Los colonos británicos se trasladaron a la región y se creó la Compañía Minera de la Guayana Británica para explotar los yacimientos. A lo largo de los años, Venezuela presentó repetidas protestas y propuso un arbitraje, pero el gobierno británico no mostró interés. Finalmente, Venezuela rompió relaciones diplomáticas con Gran Bretaña en 1887 y pidió ayuda a Estados Unidos. Al principio, los británicos rechazaron la sugerencia de arbitraje del gobierno estadounidense, pero cuando el presidente Grover Cleveland amenazó con intervenir de acuerdo con la Doctrina Monroe, Gran Bretaña accedió a que un tribunal internacional arbitrara la frontera en 1897.
Durante dos años, el tribunal, compuesto por dos británicos, dos estadounidenses y un ruso, estudió el caso en París (Francia). Su decisión de tres a dos, dictada en 1899, concedió el 94% del territorio en disputa a la Guayana Británica. Venezuela sólo recibió la desembocadura del río Orinoco y un corto tramo de la costa atlántica al este. Aunque Venezuela no estaba satisfecha con la decisión, una comisión trazó una nueva frontera de acuerdo con la adjudicación, y ambas partes aceptaron el límite en 1905. La cuestión se consideró zanjada durante el siguiente medio siglo.
Desde 1990 hasta 2017, el secretario general de las Naciones Unidas intentó encontrar una solución a la disputa fronteriza, con Ban Ki-moon compartiendo un proyecto de marco para poner fin a la disputa. Posteriormente, en enero de 2018, 
António Guterres eligió a la Corte Internacional de Justicia para resolver la disputa, considerando que seguía comprometido a ayudar a eliminar esta disputa. Guyana presentó entonces una solicitud iniciando un "procedimiento contra Venezuela" en marzo de 2018.  Esto condujo a las decisiones en curso de la Corte Internacional de Justicia, destinadas a poner fin a la disputa.

## Historia Post-Burnham
Seguido de la muerte de Burnham en 1985, el primer ministro Hugh Desmond Hoyte accedió a la presidencia y fue elegido formalmente en las elecciones nacionales de diciembre de 1985. Hoyte revirtió gradualmente las políticas de Burnham, cambiándose de socialismo de estado y un control unipartidista a una economía de mercado y libertad sin restricción de la prensa y reunión. El expresidente estadounidense Jimmy Carter visitó Guyana para cabildear por la reanudación de las elecciones libres, y el 5 de octubre de 1992, fue elegida una nueva Asamblea Nacional y concejos regionales en las primeras elecciones guyanesas desde 1964 para ser reconocidas internacionalmente como libres y justas. Cheddi Jagan fue elegido y juró como presidente el 9 de octubre de 1992.
Cuando el presidente Jagan murió en marzo de 1997, el primer ministro Samuel Hinds lo reemplazó de acuerdo a las disposiciones constitucionales. La viuda del presidente Jagan, Janet Jagan, fue elegida presidente en diciembre de 1997. Renunció en agosto de 1999 debido a su precaria salud y fue reemplazada por el ministro de Finanzas Bharrat Jagdeo, quien había sido nombrado primer ministro un día antes. Se hicieron elecciones nacionales el 19 de marzo de 2001. El incumbente presidente Jagdeo ganó la reelección con una concurrencia de votantes de casi el 90%. Cinco años después fue nuevamente reelegido. En 2011, Jagdeo dio paso a Donald Ramotar, quien fue elegido en las elecciones de aquel año.
Las elecciones de 2015 fueron ganadas por el candidato del Congreso Nacional del Pueblo David Granger, poniendo fin a 23 años de gobierno ininterrumpido del PPP. 
No obstante, el PPP consiguió regresar al poder tras ganar las elecciones generales de 2020 bajo el liderazgo de Irfaan Ali.